# All Night (canción)
«All Night» es un sencillo grabado por el grupo femenino surcoreano Girls' Generation para su sexto álbum de estudio, Holiday Night. La canción fue lanzada el 4 de agosto de 2017, como sencillo del álbum junto a «Holiday» por S.M. Entertainment.

## Composición
De acuerdo con Tamar Herman de Billboard, «All Night» es una canción de nu-disco y bubblegum pop basado en los años 80. Jacques Peterson de Idolator, describió la canción como «funky nu-disco». Líricamente, la canción es una dedicación a la longevidad de Girls' Generation y el vínculo con sus fanáticos, que según Herman, es «atípico» para los grupos femeninos de K-pop.

## Actuación comercial
«All Night» debutó en el puesto 35 de Gaon Digital Chart, en la edición del 30 de julio al 5 de agosto de 2017 con 47 802 copias digitales vendidas.

## Vídeo musical
Un vídeo con un estilo de documental para la canción fue lanzado el 4 de agosto de 2017, presentando a las integrantes en unas pequeñas entrevistas sobre reflexiones de su carrera. El vídeo termina con clips de los comienzos del grupo que ofrece «un viaje rápido a las memorias de las integrantes, lo que es ahora uno de los actos más legendarios del K-pop», de acuerdo con Tammar Herman de Billboard. Un clean version excluyendo las minientrevistas fue lanzado al día siguiente.

## Recepción
Jacques Peterson de Idolator, escribió: «Aunque no escuches K-pop, estas canciones [«All Night» y «Holiday»] son imprescindibles para cualquier playlist pop de verano.»

## Posicionamiento en listas
| Lista (2017)                              | Mejor posición |
| ----------------------------------------- | -------------- |
| Corea del Sur (Gaon)                      | 32             |
| Canciones mundiales digitales (Billboard) | 5              |